# لی مور (بازیکن بسکتبال)
لی مور (انگلیسی: Lee Moore؛ زادهٔ ۹ اوت ۱۹۹۵) بازیکن بسکتبال اهل ایالات متحده آمریکا است.